# 1138

## Събития
- 13 март
  - Кардинал Грегъри е избран за антипапа като Виктор IV, наследявайки Анаклет II.
  - Конрад III е коронован за крал на Германия.
- Юли – Бавария е отнета от Хенри Х и е връчена на австрийския маркграф Леополд IV.
- 11 октомври – Земетресение в Халеб, Сирия, убива около 230 000 души.

## Родени
- Кажимеж II Справедливи, полски княз (р. 1194)
- вероятен – Салах ад-Дин,[1] владетел на Египет и Сирия (р. 1193)

## Починали
- 13 януари или 14 януари – Симон I, херцог на Лотарингия (р. 1076)
- 25 януари – Антипапа Анаклет II
- 28 октомври – княз Болеслав III Кривоусти на Полша